# Devon
Il Devon (AFI: /ˈdɛvon/; in inglese [ˈdɛvən]; in cornico: Dewnens), o storicamente Devonshire, è una contea del Regno Unito, sita sulla penisola di Cornovaglia, in Inghilterra.

## Geografia fisica
La contea di Devon è una delle contee più estese dell'Inghilterra. È bagnata a nord dal Mare Celtico, ad est confina con il Somerset ed il Dorset, a sud si affaccia sulla Manica e a ovest confina con la contea di Cornovaglia, la quale costituisce l'estremità più occidentale della penisola dove si colloca il Devon stesso.
L'area centro meridionale della contea è dominata dall'altopiano granitico del Dartmoor. Il punto più elevato, la cui cima è denominata High Willhays, raggiunge l'altezza di 621 m s.l.m. Il Dartmoor, che è protetto da un parco nazionale, ha la tipica vegetazione della brughiera. Dall'altopiano scendono numerosi fiumi, tra cui i principali sono: Torridge, Taw, Teign, Bovey, Dart, Avon, Plym e Tavy. Il territorio drenato da questi fiumi, a valle del Dartmoor, è ondulato.
La contea è percorsa da altri rilievi collinari lungo il confine orientale, in particolare nel nord-est, dove si estende la propaggine occidentale delle colline dell'Exmoor. Nell'Exmoor ha origine il fiume Exe, che sfocia con un largo estuario nella Manica in corrispondenza della città capoluogo di contea di Exeter. Al confine orientale con il Somerset si elevano le Blackdown Hills, da cui discendono i fiumi Culm e Otter. Quest'ultimo, prima di raggiungere il mare, bagna i paesi Ottery St Mary e Honiton. Sia la costa sud che nord del Devon è alta e rocciosa, con poche spiagge, ed è frastagliata con profonde insenature. Il fiume Tamar scava un largo estuario che segna quasi tutto il confine occidentale con la Cornovaglia.
Sulla sponda orientale del Tamar è situata la città portuale di Plymouth, la più grande della contea e sede di una base della Marina Militare britannica. Altre città importanti della costa orientale sono il centro turistico di Torquay, Paignton ed il porto peschereccio di Brixham. Più a sud è posta Dartmouth, situata alla bocca dell'estuario del fiume Dart. A monte dello stesso estuario è posta la cittadina di Totnes. Nell'estremo sud, sull'estuario di Kingsbridge, è situato il porto di Salcombe e la cittadina di Kingsbridge posta al margine settentrionale dello stesso estuario. Nella zona centrale della contea è situata Okehampton posta al margine settentrionale del Dartmoor. Al margine occidentale del Dartmoor, sul fiume Tavy, sorge Tavistock. Sulla costa settentrionale sono situate le cittadine di Barnstaple (alla foce del fiume Taw), Bideford e Great Torrington (sul fiume Torridge) e Ilfracombe all'estremo nord sul Canale di Bristol.
Una linea di divisione geologica taglia il Devon lungo la linea Bristol-Exeter e la Motorway M5 ad est di Tiverton ed Exeter. È una parte della linea Tees-Exe che divide all'incirca la Gran Bretagna in una zona meridionale pianeggiante caratterizzato da rocce sedimentarie poco profonde e una zona nord-occidentale di altipiani caratterizzata da rocce ignee e metamorfiche sedimentarie.

## Geografia antropica

### Suddivisioni amministrative
La contea di Devon è divisa nei distretti amministrativi di: Exeter, East Devon, Mid Devon, Torridge, West Devon, South Hams e Teignbridge. La città di Plymouth costituisce un distretto unitario dal 1998. La conurbazione urbana costituita da Torquay, Paignton e Brixham, chiamata Torbay, costituisce anch'essa, dal 1998, un distretto unitario.

#### Suddivisioni
1. North Devon
2. Torridge
3. Mid Devon
4. East Devon
5. Exeter
6. West Devon
7. Teignbridge
8. Plymouth (autorità unitaria)
9. South Hams
10. Torbay (autorità unitaria)

## Economia
L'economia della contea ha risentito notevolmente della crisi delle attività tradizionale della pesca, dello sfruttamento minerario e dell'agricoltura. In particolare, l'allevamento è stato colpito gravemente dall'epidemia di afta epizootica del 2001.
Le industrie principali sono quelle alimentari, meccaniche, tessili e del legno.
Un ruolo importante per l'economia della città di Plymouth è ricoperto dalla presenza della base navale di Devonport, che era la più importante dell'Unione europea.
Il turismo ha un ruolo notevole nell'economia della contea, che beneficia dello sviluppo turistico offerto delle due coste e dei parchi nazionali di Dartmoor e Exmoor.

## Luoghi di interesse
- Affeton Castle

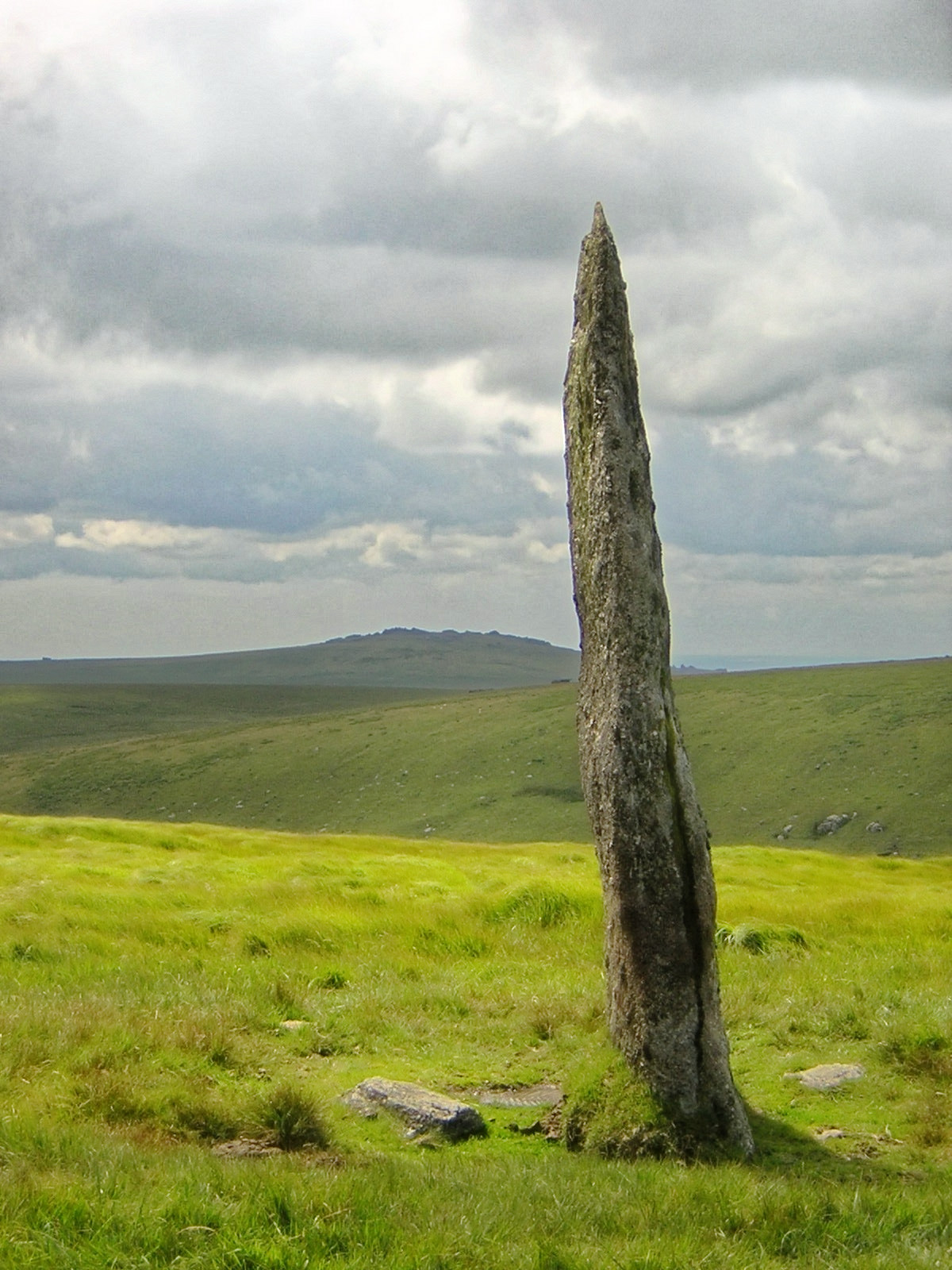
Paesaggio del Dartmoor

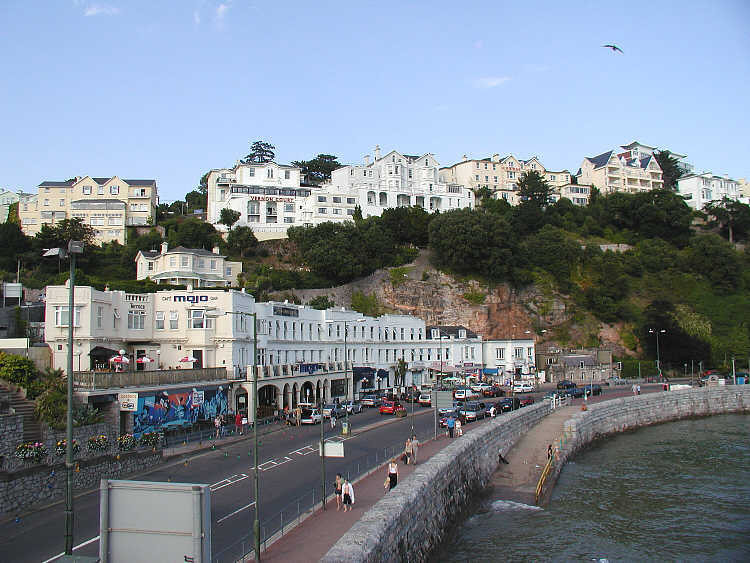
Scorcio della riviera di Torquay con l'alta marea

- Berry Head - promontorio sulla costa sud con resti archeologici dell'età del ferro.
- Buckfast Abbey - abbazia cattolica ai margini del Dartmoor.
- Buckland Abbey - casa dell'esploratore e navigatore Francis Drake.
- Castello di Berry Pomeroy, a Berry Pomeroy[2][3]
- Castello di Powderham
- Castello di Totnes
- Castello di Dartmouth
- Cattedrale di Exeter
- Dartmoor - Parco Nazionale, ricco di flora, fauna, archeologia industriale, resti preistorici (tra cui il sito di Grimspound, risalente all'Età del Bronzo).
- Exmoor, parco nazionale
- Faro di Eddystone - posto su di uno scoglio al largo di Plymouth.
- Hartland Abbey, residenza del XVIII secolo, realizzata sulle rovine di un'abbazia medievale[4][5][6]
- Jurassic Coast - spettacolare tratto di costa da Exmouth in Devon a Swanage in Dorset (Patrimonio dell'Umanità UNESCO).
- Linee ferroviarie storiche a vapore:
  - Babbacombe Cliff Railway
  - Bideford & Instow Railway
  - Dartmoor Railway
  - Lynton and Barnstaple Railway
  - Paignton & Dartmouth Steam Railway
  - Plym Valley Railway
  - South Devon Railway
- Lundy - isola sulla costa nord
- Lynmouth - villaggio sulla costa dell'Exmoor
- Plymouth Hoe - parco di Plymouth con magnifica vista sul Plymouth Sound, l'isola di Drake e il parco di Mount Edgcumbe in Cornovaglia. Ospita la Smeaton Tower il faro posto precedentemente sullo scoglio di Eddystone e ricostruito qui nel 1877.
- Torquay - rinomata stazione balneare della "English Riviera", luogo di nascita di Richard Francis Burton e Agatha Christie.
- stazione trasmissione

### Il paesaggio minerario
I secoli diciottesimo e diciannovesimo hanno visto il fiorire dell'industria estrattiva in Cornovaglia e nel Devon. L'aspetto del territorio è stato completamente modificato dalla nuova fonte industriale e l'UNESCO, nel 2006, ne ha riconosciuto l'importanza, aggiungendo il territorio ai Patrimoni dell'umanità con il nome di Paesaggio minerario della Cornovaglia e del Devon occidentale.
Tra gli ex siti minerari, figura quello di Morwellham Quay, in seguito trasformato in museo all'aperto.

## Bandiera

La bandiera adottata nel 2003 dalla contea di Devon.

Il Devon ha adottato una propria bandiera, anche se questa non ha uno status ufficiale. La bandiera, dedicata a Petroc, un santo locale, è stata adottata nel 2003 a seguito di una consultazione organizzata dalla BBC nel Devon.
La bandiera scelta ha ricevuto il 49% dei consensi, ma la sua adozione ha creato notevoli dibattiti, particolarmente nella contea confinante della Cornovaglia, che ha una propria bandiera, ma che contesta alla contea del Devon la necessità di averne una propria.